# ENGIN
GM ENGIN#9（ジーエム・エンジン・ナンバー・ナイン、1969年4月25日 - 本名：藤田尚弘(ふじたたかひろ / Takahiro Fujita)）は、プロヒップホップダンサー・俳優。　DJ・ラジオパーソナリティーとして自身のラジオ番組Triple9を生放送中。
自身が代表を務めるPhat Field Creatorsにて、デザイナー・Webデザイナー・映像クリエイターとしての顔を持ち、自身のストリート系ブランドStreet Level New Yorkのオーナーデザイナー。京都府舞鶴市出身。

## 略歴
1993年単身アメリカニューヨークへ渡米。中心地、タイムズスクエアを中心に活動する、ストリートダンスチーム"Bronx Breeze Team"のメンバーとして、本物のストリートパフォーマーとして活動を開始。
国内唯一のB-boy世界大会「Dance Dynamite World Grand Prix」の立ち上げから参加し、チーフディレクターとして大会運営に深く関わる。
アメリカの3大ネットワークTV、「ABC TV」の番組にも取り上げられる。その後、ブレイクダンスチーム「Full Circle」の立ち上げメンバーとして参加。パートナーであるLockin' ダンサー Bam Bamと共に1996年に、Lockin'&Popin'スタイルのダンスチーム「Soul Majestic」を結成。1997年、ロサンゼルスでThe Breaksで有名なKurtis Blow、New York City Breakersと共にバックダンサーとしてパフォーマンス。1998年、New York City Breakersに日本人初の正式メンバーとしてメンバー入り。その他に数々のパフォーマンス、TV等に出演。HIP-HOPカルチャーを作り上げてきたGrandmaster Kaz(DJ)やLee（グラフィティーライター）等などのオリジネイター達から「You are HIP-HOP」と呼ばれ「HIP-HOP」の称号を受ける。
ダンサーのみならず、役者として1995年にアメリカインディペンデント映画祭サンダンスに正式出品された作品「Sleepy Heads」に出演。その後Off Off Broadwayミュージカル「February」や東京ローカル番組「NY語」などに出演。
1999年に自身のストリートブランド「Street Level New York」を立ち上げ、オーナー・デザイナーとしてファッション業界にも参入する。
2001年「アメリカ同時多発テロ事件」直後にインターネットラジオステーション「Boogie Woogie Cafe」を立ち上げ、New Yorkから生の情報を発信する。
2005年にニューヨークを離れ帰国。京都府舞鶴市にて新たなインターネットラジオステーションMチャンネルを立ち上げる。
2007年、本拠地を名古屋へ移し、ダンス活動も本格化。
名古屋の若手ダンサー達とコラボレーションを行い、クリエイティブダンスユニット「N.E.C.(Nagoya Electric Complex)」を結成し「DMC Japan 2007東海地区大会」にて、パフォーマンスを行う。
ENGIN#9自身初となるMIX CD「Take Steps Towards Street Level」を発売。
B-boyの世界大会「Dance Dynamite World Grand Prix」のチーフディレクターとして大会の立ち上げに参加。
2008年 4月 Zepp Nagoyaにて行われたイベント「Big Wave」にて「N.E.C.」としてダンスパフォーマンスを行う。5月「N.E.C.」にて、昨年に引き続き「DMC Japan 2008東海地区大会」にて、パフォーマンスを行う。6月　ストリートブランド「Street Level New York」を本格的に再リリースをスタート。
10月 「Dance Dynamite World Grand Prix」のチーフディレクターとして参加。
2009年 10月 「Dance Dynamite World Grand Prix」のチーフディレクターとして参加。
2010年 8月 上海万博にて行われた名古屋市ウィークのオープニングイベントにおいて、ストリートダンスミュージカル「英雄が愛した姫 - 三番叟 -」の演出・脚本・出演を行う。
2011年 1月「Phat Field Creaters」を立ち上げて独立し、デザイナー・ダンサーとしてその活動範囲を広げる。
2012年4月より、瀬戸市に所在地を置くコミュニティFM「RADIO SANQ」において「O.G. RADIO PROGRAM TRIPLE9」のパーソナリティとして、1時間の生番組を担当。
2012年4月より、尾張旭市に所在地を置く、ダンススタジオ「Brave Courage ブレイブカレッジ」において、ダンスレッスン「ADVANCED BASIC for STREET DANCE」を開講。
2012年9月　瀬戸市界隈で開催された「招き猫祭り」において、ダンスレッスン「ADVANCED BASIC for STREET DANCE」の生徒達のダンスパフォーマンスを構成・演出。
2013年2月より、ダンススタジオ「Brave Courage ブレイブカレッジ」において、ダンスクラス「STREET GROOVE」「BODY＆SOUL」を開講。
2014年2月　全国ワークショップツアー 2014を開始。 国内最高峰のHIP-HOPファミリー「Groove Master (GM)」を襲名。
2014年7月　愛知県公認ご当地アイドルグループ「OS☆U」の新曲「ガンガンダンス」「大空へじゃんぷ」の振り付けを担当。
2015年9月　日本テレビ系列「金曜ロードSHOW」スペシャルドラマ「磁石男 2015」に「青年団」役にて出演。
2016年2月　映画「タクシー野郎　昇天御免」(監督：川田真理)に「ジョニー」役にて出演。
2016年10月　映画「闇金ウシジマくん Final」に「労務者」役にて出演。
2016年10月　映画「短夜」 (監督：長谷川美咲)　カフェのマスター 役
2017年1月　映画「HIP」(監督：岩佐 宗熙)　肛門科医 役
2017年2月　マーティン・スコセッシ監督作品「沈黙 -サイレンス-」に、イッセー尾形演じる井上筑後守の「随行員」役にて出演。
2017年3月　映画「ドブ川番外地」(監督:渡邉安悟)に「土川士郎」役にて出演。
2017年6月　「日本統一 第26話」 (監督：山本芳久) 斉木朗役
2017年10月　映画「ダイナマイト・ソウル・バンビ」 (監督:松本卓也)に「虫宮」役にて出演。
2018年3月　スター育成ガチンコドキュメンタリー「ガチだん！」 (テレビ東京)に「ダンス審査員」として出演。
2019年3月　JA全農ひろしまCM 「広島和牛 元就」CM に「元就役」にて出演。
2019年10月　自主制作映画プロジェクト「九組」を立ち上げる。
2020年6月　Phat Field Creatorsの事業に、新たに「映像制作事業」を加える。
2021年6月　映画 DIVOC-12 「ココ」(監督：廣賢⼀郎) 産婦人科医役 [SONY PICTURES]
2023年6月　映画「水に溶ける揺らぎ」 (監督:野村瑞樹) 虐待する父親役
2023年9月　映画「ふたりで」 (監督: 真鍋 和暉) 組織のボス役